# Fichtelgebirge
Ej att förväxla med berget Fichtelberg i Erzgebirge.
Fichtelgebirge (tjekiska: Smrčiny) är en bergskedja i södra Tyskland. Högsta toppen är berget Schneeberg som är 1052 m högt. Andra toppar är:
- Ochsenkopf (1024 m)
- Platte (Steinwald) (946 m)
- Kösseine (939 m)
- Großer Kornberg (827 m)

Fichtelgebirge har sitt namn efter sina täta skogar och består till större delen av urberg (gnejs, glimmerskiffer, granit); endast i västra delen påträffas triaslager. Fichtelgebirge är särskilt viktigt såsom varande Tysklands viktigaste vattendelare. Floder rinner upp och ut i fyra väderstreck: åt söder Naab till Donau (Svarta havet), åt väster Main till (Nordsjön), åt öster Eger till Elbe och åt norr Saale, likaledes till Elbe (Nordsjön).
Fichtelgebirge är en hästskoformad platå, med utgång åt nordöst. Skarpast begränsad är platån mot sydväst, där den stupar brant ned till en dal, som skiljer Fichtelgebirge från den frankiska Juraplatån. I sydvästra delen av bergskedjan ligger dess högsta bergstoppar. Fichtelgebirges medelhöjd är omkring 600 meter och de flesta topparna höjer sig inte nämnvärt över denna höjd. Topparna är avrundade och täckta av ansenliga skogar, men även på flera ställen odlade ända till spetsen. Fichtelgebirge har en areal av omkring 1 000 kvadratkilometer. Området är tätt befolkat. Många ortnamn visar att de förr varit vendiska (slaviska) bosättningar. Två huvudjärnvägar går över Fichtelgebirge och från dem utgår många bibanor.